# Лина Инверс
Ли́на И́нверс (яп. リナ・インバース Рина Имба:су) — главная героиня серии Рубаки. Молодая волшебница, вокруг которой и разворачивается сюжет и приключения. Мэгуми Хаясибара постоянно озвучивала Лину на японском языке. Она озвучена Лизой Ортис в английской версии телесериала, созданной Central Park Media и Funimation Entertainment, и Синтией Мартинес в английской версии фильмов и оригинальных эпизодов видео-анимации, созданной ADV Films. Романы и аниме «Рубаки» рассказывает сама Лина с её точки зрения.

## История создания
Первоначальный образ Лины Инверс создан автором новелл Slayers Кандзакой Хадзимэ. Ещё до написания новеллы Slayers Кандзака писал книгу, главной героиней которой была девушка по имени Луна, у которой была младшая сестра, по описанию, данному автором, помешанная на механизмах десятилетняя девочка по имени Лина. Впоследствии Кандзака перенёс этого персонажа в новеллу Slayers в качестве протагониста Лины Инверс. Кандзака увеличил возраст Лины до пятнадцати лет, из соображений, что Лина Инверс из мира Slayers — странствующая чародейка, а для десятилетней девочки не нормально путешествовать одной. Так как в мире Slayers нет машин, то любовь оригинальной Лины к механизмам превратилась в любовь к магии Лины Инверс.
К созданию образа Лины Инверс также приложил руку художник Арайдзуми Руи. В одном из интервью он отметил, что при создании внешнего вида персонажа, он опирался на внешность актрисы Одри Хепбёрн.

## Профиль
Согласно сюжетам аниме и новелл, Лина Инверс родилась в королевстве Зефилия (англ. Zefielia). Там она жила со своими родителями, и сестрой Лу́ной, которая на два года старше её. Родители Лины — бывшие наёмники, содержащие придорожный магазин. Сестра Лины работает официанткой в ресторане. Описанные в новеллах и аниме приключения Лины происходят после того, как она уходит из дому в поисках приключений. До этого она успела пройти обучение в гильдии магов, где получила официальный цвет — розовый (в мире Slayers члены гильдий магов имеют свой цвет, который прибавляется к имени мага).
После ухода из дома Лина через некоторое время встречает странствующую волшебницу Нагу. Совместные приключения Наги и Лины описаны в тридцати книгах Кандзаки Slayers Special Series, а также в полнометражных анимационных фильмах и OVA-сериях Рубаки.

### После встречи с Гаури
После расставания с Нагой 15-ти летняя на тот момент Лина снова какое-то время путешествует одна, пока не встречает странствующего наёмника Гаури Габриева, который «спасает» её от бандитов и решает сопроводить Лину до Атлас-Сити. Все дальнейшие приключения Лины Инверс описываются в серии книг Slayers Series Хадзимэ Кандзаки, пяти сезонах аниме-сериала Рубаки, а также манге. К этому времени Лина успела приобрести дурную репутацию, связанную с многочисленными разрушениями, которые она учинила; многие персонажи знают её под прозвищем «бандитоубийца». В результате событий, последовавших вскоре, после встречи Лины и Гаури, Лина знакомится с человеком-химерой Зелгадисом и известным магом Красным Священником Резо. Описание событий в новеллах Кандзаки и аниме-сериях несколько отличаются, но обоих случаях они приводят к воскрешению Повелителя тьмы Шабранигдо (англ. Shabranigdo). Пытаясь уничтожить Шабранигдо, Лина применяет самое сильное заклинание, из существующих в мире Slayers — Гига Слейв (англ. Giga Slave), что позволяет ей добиться успеха.
Дальнейшая биография Лины различна для аниме-сериала, книг и манги. В аниме-сериале Лина и Гаури встречаются с Амелией Уил Тесла Сейрун, принцессой королевства Сейрун и её отцом, принцем Филлионером. Дальнейшие события приводят к тому, что Лина вместе с Гаури и Амелией вынуждены направиться в город Сайрааг, где они встречают «копию» Резо, которая на их глазах разрушает Сайрааг Лина убивает копию Резо, чем завершается первый сезон аниме-сериала. После этого во втором сезоне Slayers Next Лина знакомится с мазоку по имени Зелос и начинает поиски «Пречистой Библии» (англ. Claire bible), в ходе которых она участвует в событиях в городе Атлас Сити (англ. Atlas City), связанных с главой гильдии магов Халкиформом, а после этого — в событиях в городе Сейрун, связанных с покушением на жизнь принца Филлионера. После этого Лина посещает Храм песка (англ. Temple Of Sand) и Долину Драконов (англ. Dragon Valley) дважды сразившись с лордом мазоку Гаавом (англ. Gaav). После этого Лина начинает противостояние с другим лордом мазоку — Фибризо (англ. Fiblizo), которое заканчивается его смертью и завершает второй сезон сериала.
В новеллах Кандзаки сразу после победы над Шабранигдо она вместе с Гаури участвует в событиях в Атлас Сити, связанных с главой гильдии магов Халкиформом. После этого Лина, Гаури и наемник Ланс, с которым они познакомились в ходе событий в Атлас Сити, участвуют в событиях в городе Сайрааг (англ. Sairaag), в ходе которых они противостоят копии священника Резо. После этого Лина оказывается втянута в события, связанные с покушением на жизнь принца Филлионера, правителя Сейруна. Она помогает ему избавиться от мазоку, покушавшихся на его жизнь и продолжает своё путешествие с присоединившейся к ней дочерью Филлионера. После этого Лина встречается с мазоку Зелосом, ищущим манускрипты «Пречистой Библии». Вместе с ним Лина сражается с магическим чудовищем Занафаром (англ. Zanaffar) — живым доспехом, способным поглотить человека, носящего его. После победы над ним Лина вынуждена, под угрозами наёмного убийцы Зумы (англ. Zooma), направиться в селение Везенди (англ. Vezendi) и пытаться защитить от него торговца Ладока (англ. Ladock). После многочисленных столкновений с Зумой и мазоку Лина выясняет, что Ладок и Зума — одно лицо, и убивает его в ходе сражения. После этого Зелос провожает Лину и её компанию в город Гаирия (англ. Gairia), столицу королевства Дилс (англ. Dilss). Лина, узнав от Зелоса, что её врагом является лорд мазоку Гаав, направляется к горе Драконов (англ. Dragons' Peak), чтобы увидеть оригинал Пречистой Библии. На горе Драконов Лина сражается с Гаавом; сражение кончается гибелью Гаава от руки лорда мазоку Фибризо. Фибризо похищает Гаури и провоцирует Лину на противостояние, которое заканчивается смертью лорда мазоку. Все эти события описаны в семи книгах Кандзаки, начиная с The Sorcerer of Atlas и заканчивая King of the City of Ghosts.
Биография Лины в сериях манги до этого момента достаточно близка к её биографии в новеллах. В манге, как и в новеллах, результатом противостояния с Фибризо становится потеря Меча Света (англ. Sword of Light, в произведениях цикла Slayers Меч Света — уникальное и сильное оружие, является семейной реликвией Гаури), что даёт Лине повод продолжить совместное путешествие с Гаури с целью найти достойную замену этому мечу.

### После победы над Фибризо
Биография Лины после окончания событий, связанных с Фибризо полностью различна для аниме, книг и манги.
В аниме сериале после окончания событий, связанных с Фибризо, Лина оказывается вовлечена в противостояние между пришельцами из другого мира, золотыми драконами и соратником погибшего Гаава — Вальгаавом (англ. Valgaav, яп. ヴァルガーヴ). Результатом противостояния становится гибель Вальгаава, сражение с Темной звездой (англ. Dark Star, (яп. 闇を撒くもの デュグラディグドゥ) — лордом мазоку из другого мира и потеря меча света. Данные события описаны в сериале Slayers Try.
После этого Лина знакомится с Покотой (англ. Pokota, яп. ポコタ), принцем королевства Тафорашия (англ. Taforashia, яп. タフォーラシア) и участвует в событиях, связанных с созданием доспехов Зенефар и возрождением королевства Тафорашия. Данные события описываются в сериалах Slayers Revolution и Slayers Evolution-R.
В манге Slayers Knight of the Aqualord, после окончания событий, связанных с Фибризо Лина знакомится с Харейкером (англ. Huraker, яп. ヒュレイカー) и попадает на остров за пределами барьера мазоку. Развитие событий привело Лину к знакомству с рыцарем Аквалорда Лиосом (англ. Lyos, яп. ライオス), обретению силы Эйрлорда Валвина (англ. Airlord Valwin, яп. 空竜王エアロード  バールウイン, один из четырёх королей драконов, представителей расы «богов» (англ. god race, shinzoku, яп. 神族しんぞく) в мире Slayers) и сражению с мазоку.

## Внешность

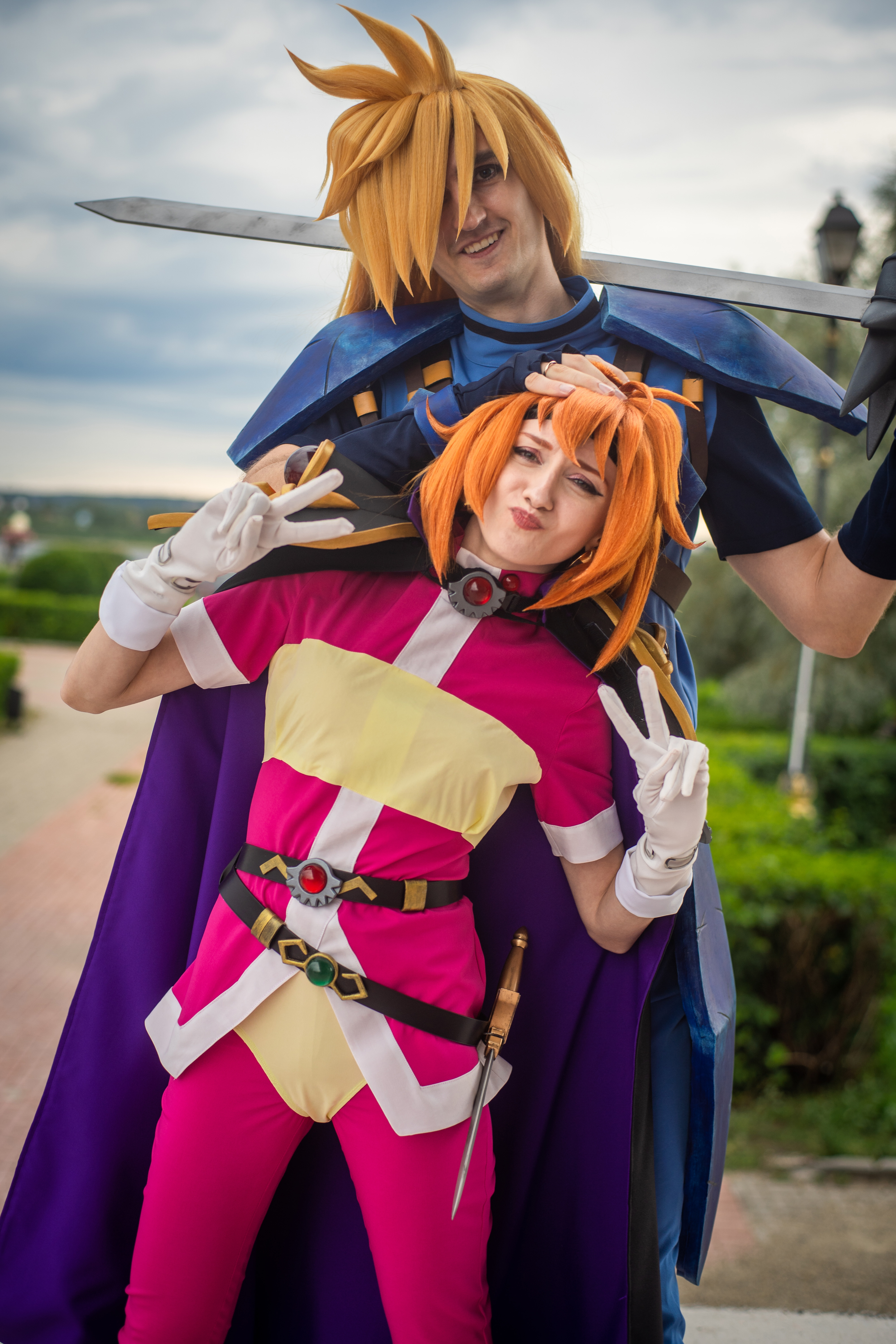
Косплей: Лина Инверс и Гаури Габриев

В новеллах и аниме Лина описывает себя как невысокую, изящную и привлекательную девушку. Вместе с тем, многие персонажи, в том числе Гаури, полагают, что она имеет слишком детские формы. В первой новелле Кандзаки волосы Лины каштановые, тогда как в аниме-сериях они имеют разные оттенки рыжего цвета.
Во всех произведениях, где она фигурирует, Лина носит штаны, длинный плащ, чёрную бандану и наплечники. В первой книге из серии Slayers Лина одета преимущественно в чёрное. Во второй книге из серии она одета схожим образом, как и в OVA-сериях и фильмах (красные штаны, жёлтая рубашка). В новеллах, одежда Лины украшена значительным количеством амулетов и талисманов. В аниме-сериале Лина носит розовый костюм и, начиная со второго сезона сериала, белые перчатки и сапоги украшенные зелёными камнями.

## Навыки и способности
Во всех произведениях, где фигурирует Лина Инверс, её отличает значительная магическая сила. В аниме-сериях она часто называет себя «гением магии». Лина специализируется на чёрной магии, но также владеет заклинаниями белой магии и магии шаманизма. Она сама создала ряд заклинаний. Вместе с тем, Лина знает не все из заклинаний, часто используемых в произведениях (такие, как Резурекшн (англ. Resurrection) и Ра Тилт (англ. Ra Tilt)). В аниме сериях Лина часто использует заклинание Драгон Слейв (англ. Dragon Slave) — наиболее сильное заклинание чёрной магии. Лина Инверс — это единственный персонаж, использующий два наиболее сильных атакующих заклинания из существующих в мире Slayers — Рагна Блейд (англ. Ragna Blade) и Гига Слейв.
В новеллах Лина утверждает, что хорошо владеет мечом. Также в первой книге из серии Лина говорит, что обладает исключительно хорошим слухом. В новеллах Лина умеет определять яды на вкус, чему её научила старшая сестра. Также она знает язык гоблинов и язык, на котором говорят драконы.

## Отношения с другими персонажами

### Лина и Гаури Габриев
Изначально, Лина и Гаури начали путешествовать вместе по инициативе Гаури, и это было связано с желанием Гаури защитить беззащитную, по его мнению, Лину. После окончания истории, связанной с воскрешением Шабранигдо (10-я серия сериала, первая новелла из серии Slayers Series) Лина и Гаури продолжают путешествовать вместе по инициативе Лины. По её словам, она намерена следовать за Гаури, куда бы он не направился, пока он не решит отдать ей свой Меч Света. В книгах и манге Гаури теряет Меч Света после окончания истории, связанной с Фибризо (восьмая книга из серии Slayers Series), но Лина продолжает путешествовать с ним, объясняя это желанием найти для Гаури замену Мечу Света.
На вопросы других персонажей о своих отношениях с Гаури Лина, как и сам Гаури, обычно отвечает, что он её телохранитель. Вместе с тем, некоторые персонажи считают, что Лина испытывает близкие чувства к Гаури. В некоторых обзорах так же отмечаются завуалированные романтические отношения между Линой и Гаури.

### Лина и её старшая сестра
Лу́на, старшая сестра Лины — рыцарь Цефеида (англ. Ceiphied Knight, Цефеид в мире Slayers — антипод Шабранигдо, существо стремящееся защитить мир от разрушения, первый из богов). Это делает её крайне сильной. В третьем сезоне сериала Лина говорит, что скорее захочет сразиться с Шабранигдо, чем со своей сестрой. Лина боится своей сестры, некоторые персонажи отмечают, что это её слабое место. Лина упоминает о конфликте между ней и Луной, связанном с тем, что Лина с помощью магии показывала соседским мальчишкам Луну, принимающую ванну.

## Актрисы
В оригинальной японской версии аниме Лину озвучивает сэйю Мэгуми Хаясибара. В американском дубляже телесериала — Лиза Ортис, а в OVA — Синтия Мартинес. В испанской версии аниме Лину озвучила Марта Саинс (исп. Marta Sáinz), в итальянской — известная актриса дубляжа Эмануэлла Покотто (исп. Emanuela Pacotto).

## Франшиза
Лина Инверс является героиней большинства произведений, связанных с вселенной Slayers. Она появляется в трёх 26-серийных и двух 13-серийных аниме-сериалах, пяти анимационных фильмах, двух трёхсерийных OVA, пятидесяти книгах, восьми выпусках манги и пяти радио-драмах. Также, Лина появляется в качестве одного из основных персонажей в нескольких компьютерных играх. К ним относится игра Slayers для игровой приставки Super Nintendo Entertainment System, выпущенная компанией Banpresto в Японии 24 июня 1994 года и игра с таким же названием, выпущенная для компьютеров NEC PC-98. Так же Лина появилась в играх Slayers Royal и Slayers Royal 2 выпущенных компанией Kadokawa Shoten и в игре Slayers Wonderful, выпущенной компанией Banpresto в 1998 году. Кроме этого, Лина является одним из персонажей ролевой игры The Slayers d20 использующей ролевую игровую систему d20, выпущенную компанией Guardians of Order в 2003 году.
Выпускается ряд товаров с изображением Лины Инверс, в том числе плюшевые игрушки, сумки и брелки, фигурки.

## Критика
В рецензиях Лина рассматривается, как комедийный персонаж. В большинстве рецензий на произведения из серии Slayers отмечается вспыльчивый характер Лины Инверс. Также критики отмечают её любовь к еде и деньгам, как заметные части её характера. В рецензиях на аниме-сериалы из серии Slayers часто отмечают высокое качество озвучивания Лины Инверс, как сэйю Мэгуми Хаясибара, так и американской актрисой дубляжа Лизой Ортис.
Лина Инверс заняла четвёртое место в номинации «лучший женский персонаж» по версии журнала Animage в 1996 году, второе место в 1997 году и седьмое в 1999 году. Сэйю, озвучившая Лину, также не раз получала высокие места в номинациях журнала.
Актриса дубляжа, озвучивавшая Лину для проката в США — Лиза Ортис — отмечает, что Лина стала одной из самых запоминающихся её ролей.

## Влияние
Лина Инверс неоднократно появлялась в качестве персонажа игр из серии Рубаки. Кроме этого, в карте DotA Allstars для игры Warcraft III: The Frozen Throne и в Dota 2 присутствует персонаж аналогичный Лине, так же являющийся магом и владеющий сходными заклинаниями.
Из-за схожести с Линой Инверс фанаты дали в честь неё прозвище «Лина Рей» версии Рей Аянами из альтернативного мира 26-й серии Евангелиона.
Лина Инверс является героем значительного количества произведений жанра фанфикшн. Так на ресурсе fanfiction.net представлено более пятисот произведений поклонников Slayers (в том числе сиквелы, приквелы и «спин-офф» произведения) в которых Лина участвует в качестве персонажа.

## Комментарии
1. ↑  В мире Slayers возможно создание копии человека, обладающую сходными способностями с оригиналом.
2. ↑  «Мазоку» (англ. mazoku, яп. 魔族) в мире Slayers — раса существ, обладающих магическими способностями, превосходящими людские. Существует вариант перевода японского слова 魔族, как раса монстров (англ. monster race)
3. ↑  Имеются в виду книги The Sorcerer of Atlas (ромадзи Atorasu no Madoushi), The Ghost of Sairaag (ромадзи Sairaagu no Youma), The Battle of Saillune (ромадзи Sei-outo Douran (Batoru obu Seiruun)), The Sliver Beast (ромадзи Sirogane no Majuu), Vezendi’s Shadow (ромадзи Vezendhi no Yami), Gaav’s Challenge (ромадзи Maryuuou (Gaavu) no Chousen), King of the City of Ghosts (ромадзи Shiryou-toshi no Ou)
4. ↑  В мире Slayers существует несколько параллельных миров, в произведениях упомянуты четыре.
5. ↑  В мире Slayers золотые драконы (яп. 竜族りゅうぞく) могут мыслить, разговаривать и принимать человеческий облик.
6. ↑  В произведениях из цикла Slayers вплоть до смерти Фибризо территории, на которых происходит действие, были окружены непроходимым барьером (англ. mazoku barrier, яп. 神封じかみふうじ の 結界けっかい).
7. ↑  В мире Slayers у каждого из четырёх королей драконов (англ. Dragon King) может быть свой рыцарь, который получает часть силы короля драконов.
8. ↑  В мире Slayers чёрная магия — магия, призывающая силу мазоку (англ. mazoku), белая магия — магия лечения, лишённая атакующих заклинаний, шаманизм — магия, использующая природные силы (воздух, воду, землю, огонь и «астрал»)